# Hartmannswiller
Hartmannswiller is een gemeente in het Franse departement Haut-Rhin in de regio Grand Est. De gemeente telde 666 inwoners op 1 januari 2022.

## Geschiedenis
Op circa vijf kilometer ten westen van de plaats ligt Hartmannswillerkopf, een berg van 956 meter hoog. Op deze berg in de Vogezen lag tijdens de Eerste Wereldoorlog het front tussen het Franse en Duitse leger. In 1915 werd hier zwaar gevochten en de locatie is nu een nationaal monument. Op het terrein is een militaire begraafplaats, een crypte en diverse restanten van de oorlog, zoals loopgraven en bunkers, zijn nog aanwezig.
De gemeente maakte voor 2015 deel uit van het arrondissement Guebwiller en kanton Soultz-Haut-Rhin. Op 1 januari 2015 fuseerde het arrondissement met het arrondissement Thann tot het arrondissement Thann-Guebwiller. Toen op 22 maart 2015 het kanton werd opgeheven werd Hartmannswiller opgenomen in het kanton Guebwiller.

## Geografie
De oppervlakte van Hartmannswiller bedraagt 4,78 vierkante kilometer; Op 1 januari 2022 was de bevolkingsdichtheid 139,3 inwoners per km².
De onderstaande kaart toont de ligging van Hartmannswiller met de belangrijkste infrastructuur en aangrenzende gemeenten.

## Demografie
Onderstaande figuur toont het verloop van het inwonertal.
Bergholtz · Bergholtzzell · Buhl · Guebwiller · Hartmannswiller · Issenheim · Jungholtz · Lautenbach · Lautenbachzell · Linthal · Merxheim · Murbach · Orschwihr · Raedersheim · Rimbach-près-Guebwiller · Rimbachzell · Soultz-Haut-Rhin · Wuenheim